# The Fruit Machine
The Fruit Machine is een Britse dramafilm uit 1988, geregisseerd door Philip Saville.

## Verhaal
De twee vrienden Eddie en Michael die van huis weglopen, komen terecht in een homoseksuele discotheek genaamd The Fruit Machine. Daar vermaken ze zich tot in de late uren. Als Eddie en Michael een van de laatste gasten daar zijn worden ze getuigen van een brutale moord. De dader heeft gezien dat zijn daden niet onopgemerkt zijn gebleven. Eddie en Michael slaan op de vlucht voor de moordenaar.

## Rolverdeling
| Acteur           | Personage   |
| ---------------- | ----------- |
| Emile Charles    | Eddie       |
| Tony Forsyth     | Michael     |
| Robert Stephens  | Vincent     |
| Robbie Coltrane  | Annabelle   |
| Clare Higgins    | Eve         |
| Bruce Payne      | Echo        |
| Carsten Norgaard | Dolphin Man |
| Kim Christie     | Jean        |
| Louis Emerick    | Billy       |
| Julie Graham     | Hazel       |